# Критерій Куранта — Фрідріхса — Леві
Умова Куранта-Фрідріхса-Леві (КФЛ) - це необхідна умова для збіжності при чисельному розв'язуванні певних диференціальних рівнянь з частковими похідними (зазвичай гіперболічні РЧП) методом скінченних різниць.  Вона виникає при чисельному аналізі схем інтеграції явно часу, коли вони використовуються для чисельного рішення. Як наслідок, в багатьох комп'ютерних моделюваннях, часовий крок повинен бути меншим, за певне значення, в іншому разі результати будуть неправильними. Умову названо в честь Річарда Куранта, Курта Фрідріха, і Ханса Льюї, які описали його в своїй статті 1928 р .. 

## Евристичний опис
Принципом умови є те, що, наприклад, якщо хвиля рухається по дискретній просторовій сітці, і ми хочемо, обчислити її амплітуду в різних часових проміжках однакової тривалості,  то ця тривалість повинна бути менше, ніж час за який хвиля переходить в сусідні точки сітки. Як наслідок, коли відстань між точкою сітки зменшується, верхня межа для часового кроку також зменшується. По суті, чисельна область залежно від будь-якої точки в просторі і часі (як визначено початковими умовами і параметрами схеми апроксимації) повинні включати в себе аналітичну область залежності (в якій вихідні умови впливають на точне значенням розв'язку в цій точці), з тим, щоб гарантувати, що ця схема може отримати доступ до інформації, необхідної для утворення розв'язку.

## Формулювання
Для того, щоб зробити досить формально точне формулювання умови, необхідно визначити наступні величини
- Просторова координата:  це одна з координат з фізичного простору, в якому ставиться задача.
- Просторовий аспект проблеми:  це число {\displaystyle n} просторових вимірів, тобто кількість просторової координати фізичного простору, де ставиться завдання. Типові значення {\displaystyle n=1} , {\displaystyle n=2} і {\displaystyle n=3} .
- Час:  це координата, що діє як параметр, який описує еволюцію системи, відмінної від просторових координат.

Просторові координати і час повинні бути дискретно незалежними змінними, які розміщені на однаковій відстані називаються довжиною інтервалу  і часовим кроком  відповідно. Використовуючи ці означення, умова КФЛ це відношення довжини тимчасового кроку до функції довжин інтервалів кожної просторової координати і максимальної швидкості, з якою інформація може переміщатися в фізичному просторі.

### Одновимірна випадок
Для одновимірного випадку, умова КФЛ має наступний вигляд:
{\displaystyle C={\frac {u\,\Delta t}{\Delta x}}\leq C_{\max }}
де безрозмірне число називається число Куранти,
- {\displaystyle u} - швидкість переносу (довжина / час)
- {\displaystyle \Delta t} - часовий крок (час)
- {\displaystyle \Delta x} - інтервал довжини (довжина).

Значення {\displaystyle C_{\max }} змінюється за допомогою методу, використовуваного для вирішення рівняння дискретизації, особливо в залежності від того, є метод явним чи неявним. Якщо явний, в розв'язуванні зазвичай використовується {\displaystyle C_{\max }=1}. Неявні методи, як правило  менш чутливі до чисельної нестабільності, тому великих значень {\displaystyle C_{\max }} має бути достатньо.

### Двох вимірний іn- мірний випадок
У двовимірному випадку умова КФЛ має вигляд
{\displaystyle C={\frac {u_{x}\,\Delta t}{\Delta x}}+{\frac {u_{y}\,\Delta t}{\Delta y}}\leq C_{\max }}
Значення змінних очевидні. За аналогією з двовимірним випадком, загальний вигляд КФЛ для {\displaystyle n} - мірного випадку є наступним:
{\displaystyle C=\Delta t\sum _{i=1}^{n}{\frac {u_{x_{i}}}{\Delta x_{i}}}\leq C_{\max }.}
Довжина інтервалу не потрібна, бо вона однакова для кожної просторової змінної {\displaystyle \Delta x_{i},i=1,\ldots ,n}. Ці «ступені вільності» можна використати для того, щоб оптимізувати величину кроку по часу для конкретного завдання, шляхом зміни значень інтервалу для того, щоб він був не надто малим.

## Наслідки умови КФЛ

### Достатність умови КФЛ
Умова КФЛ є необхідною, але не достатньою, для збіжності різницевої апроксимації даної чисельної задачі. Таким чином, для того, щоб встановити збіжність кінцево-різницевої апроксимації, необхідно використовувати інші методи, які, в свою чергу, можуть давати додаткові обмеження на довжину кроку за часом і / або на довжини просторових інтервалів.

## Нотатки
1. ↑   Загалом, це не є достатньою умовою; Крім того, це може бути вимогливим умовою для деяких проблем. Дивіться «Наслідки цього CFL умови» даної статті для короткого огляду цих питань.
2. ↑   Див посилання Courant, Friedrichs та Lewy, 1928 . Там існує також англійський переклад 1928 Німецький оригінал: див посилання Courant, Friedrichs та Lewy, 1956 і Courant, Friedrichs та Lewy, 1967 .
3. ↑   Ця ситуація зазвичай виникає, коли частковий диференційний гіперболічний оператор був апроксимований рівнянням скінченних різниць, яке потім вирішується за допомогою чисельних методів лінійної алгебри.
4. ↑   Ця величина не обов'язково є однаковою для кожної просторової змінної, як показано в розділі «Два і взагалі p  - вимірний випадок» цього запису: він може бути обраний для того , щоб дещо послабити умову.

## Зовнішні посилання
- Bakhvalov, N. S. (2001), condition Courant–Friedrichs–Lewy condition, у Hazewinkel, Michiel (ред.), Математична енциклопедія, Springer, ISBN 978-1-55608-010-4
- Weisstein, Eric W. Courant-Friedrichs-Lewy Condition(англ.) на сайті Wolfram MathWorld.